# Bidens lejolyana
Espèce
Bidens lejolyana est une espèce de plantes à fleurs de la famille des Asteraceae et du genre Bidens originaire d'Afrique centrale.

## Étymologie
Son épithète spécifique rend hommage au botaniste belge Jean Lejoly.